# 5 Days of War
5 Days of War (Brasil: 5 Dias de Guerra ) é um filme de ação do diretor finlandês Renny Harlin. O longa-metragem conta a história da Guerra na Ossétia do Sul em 2008, na região da Ossétia do Sul na Geórgia, incluindo os eventos que levaram ao conflito.

## Sinopse
Baseado em fatos reais, o filme conta a história de um jornalista americano, seu cinegrafista e uma garota da Geórgia que acabam presos atrás das linhas inimigas, quando a Rússia invade o território, em agosto de 2008. Eles conseguem registrar terríveis crimes de guerra e vivem momentos importantes da história daquela região. Entre a verdade e a justiça, a guerra se alastra e transforma a tudo e a todos.[carece de fontes?]